# Сюрприз (фильм, 2007)
«Сюрприз» (фр. La Surprise) — французская мелодрама 2007 года режиссёра Алена Тасма.

## Сюжет
После 22-х лет брака Марион, работающая преподавательницей в школе, уходит от мужа. Неожиданное решение вызвано накопившейся за много лет брака тяжестью. Впервые ощутив себя свободной, Марион снимает квартиру, где собирается жить одна. И муж, и дочь крайне недовольны ей. Муж пытается силой вернуть её обратно, но Марион уже вышла из-под его контроля. Дочь страдает от недостатка любви и прикрывает его грубостью и резкостью в обращении с матерью. Лишь родная сестра, Луис, поддерживает Марион. Она просит свою знакомую, молодую женщину Клод, помочь сестре с мебелью и прочими вещами в её новом жилище.
Клод держит антикварный магазин. Познакомившись с Марион, она помогает ей обставить квартиру. Легко найдя общий язык, Марион и Клод продолжают общение. Легкость и чувство комфорта друг с другом приводят их к тем отношениям, которых обе не ждали. Клод сильно влюбляется в Марион. Но для неё это слишком тяжело. Некоторое время назад она потеряла близкую подругу и теперь боится близких отношений. Однако её огненный темперамент мешает держать чувства под контролем. Марион поначалу просто потеряна, для неё чувства к женщине слишком невероятны и она не может понять, что происходит. Но сила чувств помогает преодолеть все преграды, включая непонимание самых близких людей.

## Актёрский состав
| В ролях       |  | Персонаж |
| ------------- |  | -------- |
| Мирей Перье   |  | Марион   |
| Рашида Бракни |  | Клод     |
| Робен Ренуччи |  | Поль     |
| Хло Койю      |  | Жюстин   |
| Мэрилин Канто |  | Луис     |
| Эрик Метье    |  | Симон    |

## Награды
Фильм получил следующие награды:
| Награды                            | Награды | Награды                   | Награды   | Награды    |
| ---------------------------------- | ------- | ------------------------- | --------- | ---------- |
| Фестиваль / Премия                 | Год     | Награда                   | Категория | Победитель |
| Luchon International Film Festival | 2007    | Приз зрительских симпатий |           | «Сюрприз»  |